# Leptoancistrus cordobensis
Leptoancistrus cordobensis es una especie de peces de la familia Loricariidae en el orden de los Siluriformes.

## Morfología
• Los machos pueden llegar alcanzar los 3,7 cm de longitud total.

## Hábitat
Es un pez de agua dulce y de clima tropical.

## Distribución geográfica
Se encuentran en Sudamérica:  cuencas del río Sinú y, también, del río San Jorge en la cuenca del río Magdalena (Colombia ).